# Challa-Ogoi
Challa-Ogoi ist eine Stadt und ein Arrondissement im Departement Collines im westafrikanischen Staat Benin. Es ist eine Verwaltungseinheit, die der Gerichtsbarkeit der Kommune Ouèssè untersteht.
In den nordöstlich und östlich gelegenen Siedlungen Ansêkê und Kokoro, die Teil des Arrondissements sind, besteht Anschluss an die Fernstraße RNIE2.

## Demografie und Verwaltung
Gemäß der Volkszählung 2013 des beninischen Statistikamtes INSAE hatte das Arrondissement 13.610 Einwohner, davon waren 6790 männlich und 6820 weiblich.
Von den 63 Dörfern und Quartieren der Kommune Ouèssè entfallen neun auf Challa-Ogoi:
1. Agboro-Idouya
2. Agboro-Kombon
3. Ansêkê
4. Botti-Houégbo
5. Challa-Ogoï Alougbèdè
6. Challa-Ogoï Guêdon
7. Gbédé
8. Kokoro-Awoyo
9. Kokoro-Centre